# Grupo Niche
I Grupo Niche sono un gruppo musicale di salsa colombiano formatosi a Cali nel 1978.

## Discografia parziale
- Al Pasito (1979)
- Querer es Poder (1981)
- Prepárate... (1982)
- Directo Desde New York! (1983)
- No Hay Quinto Malo (1984)
- Triunfo (1985)
- Me Huele a Matrimonio (1986)
- Con Cuerdas (1987)
- Historia Musical (1987)
- Tapando el Hueco (1988)
- Sutil y Contundente (1989)
- Cielo de Tambores (1990)
- Llegando al 100% (1991)
- 12 años con su éxito Mexico, Mexico (1992)
- Un Alto en el Camino (1993)
- Huellas del Pasado (1995)
- Etnia (1996)
- A Prueba de Fuego (1997)
- Señales de Humo (1998)
- A Golpe de Folklore (1999)
- Propuesta (2000)
- La Danza de la Chancaca (2001)
- Control Absoluto (2002)
- Imaginación (2004)
- Alive (2005)
- Tocando el Cielo con las Manos (2013)
- 35 Aniversario (2015)
- 40 (2020)